# جابر الأحمد الصباح
الشيخ جابر الأحمد الجابر الصباح (29 مايو 1926 - 15 يناير 2006)، أمير دولة الكويت الثالث عشر والثالث بعد الاستقلال عن المملكة المتحدة. هو الابن الثالث للشيخ أحمد الجابر الصباح من الشيخة بيبي السالم الصباح -ابنة حاكم الكويت التاسع الشيخ سالم المبارك الصباح-. تلقى تعليمه في المدرسة المباركية والمدرسة الأحمدية. في عام 1949 عينه والده نائبًا له في الأحمدي، وكان المسؤول العام عن المدينة. وفي عام 1959 عينه الشيخ عبد الله السالم الصباح رئيسًا لدائرة المال والأملاك العامة، كما كان رئيسًا لمجلس النقد الكويتي، وقام في 1 أبريل 1961 بإصدار أول عملة في الكويت تحمل توقيعه. وبعد استقلال الكويت في 19 يونيو 1961 وإجراء انتخابات المجلس التأسيسي عين وزيرًا للمالية والصناعة في الحكومة الأولى والتي كانت برئاسة الشيخ عبد الله السالم الصباح. وعندما تولى الشيخ صباح السالم الصباح رئاسة الحكومة أصبح نائبًا لرئيس مجلس الوزراء، وبعد وفاة الشيخ عبد الله السالم وتولي الشيخ صباح السالم الحكم عُيِّن في 30 نوفمبر 1965 رئيسًا لمجلس الوزراء، وفي 31 مايو 1966 بويع في مجلس الأمة وليًا للعهد وذلك بعد تزكية الأمير له. وفي 5 يونيو 1967 أصبح حاكمًا عرفيًا للكويت بعد تطبيق الأحكام العرفية، وذلك إلى أن رفعت الأحكام العرفية في 1 يناير 1968. تولى الحكم في 31 ديسمبر 1977 بعد وفاة الشيخ صباح السالم الصباح، وكان صاحب فكرة إنشاء مجلس التعاون الخليجي الذي أُنشِئ في 1981. تعرّض في يوم 25 مايو 1985 لمحاولة اغتيال نجا منها، وفي 2 أغسطس 1990 غزت العراق الكويت، فاستخدم كافة الوسائل لتحريرها، وتحقق ذلك في 26 فبراير 1991 بعد حرب الخليج الثانية.
نال شهادة دكتوراه فخرية من قبل جامعة اليابان في 14 أكتوبر 1965. واختير في عام 1995 شخصية العام الخيرية من قبل مؤسسة المتحدون للإعلام والتسويق البريطانية بعد استبيان شارك فيه 5 ملايين عربي.

## نشأته

الشيخ جابر الأحمد الصباح (في اليسار) مع الشيخ صباح الأحمد الصباح عام 1938.

كان لوالده الشيخ أحمد الجابر الصباح دورٌ كبيرٌ في تنشئته، حيث لم يكن متزمتًا أو منفتحًا، وكان يطبق الشريعة الإسلامية في العديد من الأمور، وكان والده مهتمًا بالثقافة والتعليم.
عاش في فترة الثلاثينيات من القرن العشرين، أي تلك الفترة التي شكّلت بداية النهضة العلمية والثقافية في الكويت، واستمد من تجارب والده والشيخ عبد الله السالم الصباح والشيخ صباح السالم الصباح الكثير من الأمور التي ساعدته على الاهتمام بالاقتصاد والسياسة والإدارة.

### تعليمه
تلقى تعليمه في المدرسة المباركية والمدرسة الأحمدية ومن ثم المدرسة الشرقية، وبعد أن أنهى دراسته في الأحمدية قام والده بجلب أساتذة متخصصين في الدين واللغة العربية وآدابها واللغة الإنجليزية، وبعدها أتاح له والده السفر للعديد من دول العالم ليتعرّف على أحوال الشعوب الأخرى.

## حياته السياسية

### مهامه ومسؤولياته قبل الاستقلال
بداية حياته العملية كانت في عام 1949 عندما عيّنه والده نائبًا له في مدينة الأحمدي، وبدأ يكتسب المهارات القيادية وبدأ يتعرف على شؤون الحكم والإدارة والسياسة، وكان مسؤولًا عن الأمن العام في المدينة، وكانت له العديد من المهام منها حفظ الأمن والتعامل مع شركات النفط والتخطيط العمراني للمدينة التي تعتبر مختلفة عن مدينة الكويت من حيث المباني والتصاميم.

### توليه دائرة المالية
من خلال عمله في الأحمدي تكوّنت لديه دراية كبيرة بأهمية النفط والاقتصاد، واستمر في هذا العمل لمدة عشر سنوات حتى عام 1959، وفي عام 1959 قام الشيخ عبد الله السالم الصباح بإسناد مهمة دائرة المال والأملاك العامة للدولة إليه، وكان مسؤولًا أيضًا عن مكتب شؤون النفط والإسكان، وبدأ في تلك الفترة تثمين البيوت والأراضي في مدينة الكويت، حيث حرص على تثمين تلك المنازل بأعلى الأثمان حتى يحصل المواطن على أكبر استفادة. وفي 1 أبريل 1961 أصدرت الكويت أول عملة رسمية لها، وكانت العملة تحمل صورة الشيخ عبد الله السالم الصباح وبعض معالم الكويت، وكانت تحتوي على توقيعه حيث كان يشغل منصب رئيس مجلس النقد.

### الاستقلال وما تلاه
عند حدوث الأزمة بين الكويت وعبد الكريم قاسم تم إيفاده على رأس وفد لكي يشرح للدول العربية الموقف الحاصل بين الكويت والعراق، وكان الوفد يضم نصف اليوسف وعبد الحميد الصانع وعبد العزيز حمد الصقر ويوسف إبراهيم الغانم وعبد العزيز الصرعاوي، وقد قام الوفد بزيارة السعودية ومصر والسودان والمغرب ولبنان وتونس وليبيا، وقد أدّت هذه الزيارات إلى قبول الكويت عضوًا في الجامعة العربية ثم في الأمم المتحدة.

### وزيرًا للمالية
وبعد حصول الكويت على الاستقلال في 19 يونيو 1961 وصدور الرغبة بوضع دستور للكويت، أُجرِيَت انتخابات المجلس التأسيسي والمناط به وضع الدستور، وتم بعده تشكيل أول حكومة في الكويت برئاسة الأمير الشيخ عبد الله السالم الصباح تم اختياره فيها ليكون وزير للمالية والصناعة وبعدها ضُمّت إليه وزارة التجارة، وفي 28 يناير 1963 وفي أوّل حكومة شكّلها الشيخ صباح السالم الصباح بعد إجراء انتخابات أول مجلس أمة في الكويت عُيّن نائبًا لرئيس مجلس الوزراء ووزيرًا للمالية والصناعة، وفي الحكومة الثالثة التي تشكلت في 6 ديسمبر 1964 عُيّنَ وزيرًا للمالية والصناعة مع بقائه نائبًا لرئيس مجلس الوزراء، وفي الحكومة الرابعة التي تشكلت في 3 يناير 1965 استمر في منصبه وزيرًا للمالية والصناعة مع إضافة وزارة التجارة إليه.
ومن أهم إنجازاته في شؤون النفط، تأسيس ميناء الشويخ وتشغيل معمل تقطير مياه البحر وأول محطة لتكرير المياه وإنشاء التجارب الزراعية، وتأسيس شركة البترول الوطنية الكويتية.

### رئاسة الوزراء وولاية العهد
بعد وفاة الشيخ عبد الله السالم الصباح في 24 نوفمبر 1965 عينه أمير الكويت الجديد الشيخ صباح السالم الصباح رئيسًا لمجلس الوزراء وذلك في في 30 نوفمبر 1965، وفي 31 مايو 1966 عينه الشيخ صباح السالم الصباح وليًا للعهد وذلك بعد مبايعة مجلس الأمة له بعد تزكية الأمير، وأصدرت الكويت ثلاثة طوابع تذكارية احتفالًا بهذه المناسبة في 11 ديسمبر 1966، وكان الشيخ صباح السالم يهيئه لاستلام الإمارة من بعده حيث ترك له متابعة القضايا اليومية الداخلية، واستمر في تشكيل الحكومات رئيسًا لمجلس الوزراء، ففي 4 فبراير 1967 شكل الحكومة السادسة للكويت، وفي 5 يونيو 1967 وبسبب حرب يونيو أعلنت الأحكام العرفية فأصبح حاكمًا عرفيًا، وبتاريخ 17 يوليو 1967 صدر مرسوم بالاستمرار بالأحكام العرفية لمدة أقصاها ثلاثة أشهر من 18 يوليو 1967 وحتى 25 سبتمبر 1967، وجُدِّدَت الأحكام العرفية في 10 أكتوبر 1967 إلى أن رفعت في 1 يناير 1968، وفي 2 فبراير 1971 شكّل الحكومة السابعة للكويت، وفي 9 فبراير 1975 شكّل الحكومة الثامنة في الكويت، وفي 6 سبتمبر 1976 شكّل الحكومة التاسعة.

## توليه الحكم
بعد وفاة الشيخ صباح السالم الصباح في 31 ديسمبر 1977، أصبح أميرًا للكويت، وقام بأداء اليمين الدستورية في اليوم التالي في اجتماع لمجلس الوزراء عقد في قصر المسيلة برئاسة رئيس مجلس الوزراء بالنيابة ووزير الإعلام الشيخ جابر العلي الصباح وذلك لأن مجلس الأمة الكويتي كان محلولًا في ذلك الوقت، وبعد توليه الحكم أصدر أول مرسوم له زكّى فيه الشيخ سعد العبد الله الصباح لمنصب ولي العهد وذلك في 31 يناير 1978، وكانت تزكيته للشيخ سعد بعد أن انحصر الاختيار بين ثلاثة مرشحين كانوا هم: الشيخ سعد والشيخ صباح الأحمد والشيخ جابر العلي، لكن صباح الأحمد تنازل للشيخ سعد وتبعه بذلك جميع أفراد الأسرة الحاكمة في تزكيته ليكون وليًا للعهد، وقام مجلس الوزراء بمبايعة الشيخ سعد في 18 فبراير 1978 وذلك بعد يومين من تشكيله وبناء على تزكيته.
وبعد اختيار الشيخ سعد العبد الله الصباح وليًا للعهد، كان الشيخ جابر العلي يأمل بأن يتم اختياره كرئيس لمجلس الوزراء، ولكن وضعه في عزلة بين أفراد أسرة الصباح وبين شرائح كبيرة من العائلات الكويتية جعل اختياره لهذا المنصب صعبًا، مما أدى إلى اختيار الشيخ سعد رئيسًا لمجلس الوزراء وذلك في تاريخ 8 فبراير 1978، وقد عَيَّن الشيخ سعد في هذا المنصب لمدة 25 سنة، إلى أن قام في 13 يوليو 2003 بتعيين الشيخ صباح الأحمد الصباح رئيسًا لمجلس الوزراء بعد تنازل الشيخ سعد عن المنصب بداعي المرض.
وكانت دولة الكويت قد أصدرت ثمانية طوابع في 28 يونيو 1978 وذلك احتفالًا بتوليه مقاليد الحكم.

### من أعماله في فترة الحكم
في عام 1979 دشّن مشروع الغاز في منطقة الأحمدي. وفي عام 1980 أمر بإنشاء مرصد فلكي في الكويت، وتم الانتهاء منه في عام 1986 وسمي مرصد العجيري الفلكي تكريما للفلكي الكويتي صالح العجيري.
وقام بإعادة الحياة النيابية في الكويت في عام 1981 بعد أن أُعيد تقسيم الدوائر الانتخابية من 10 دوائر إلى 25 دائرة انتخابية، وقد استمر مجلس الأمة الكويتي 1981 إلى عام 1985، وبعدها تمت انتخابات مجلس الأمة الكويتي لعام 1985، وفي يوم 3 يوليو 1986 تم حلّه وذلك بسبب المواجهات التي حدثت بين المجلس الحكومة، وبعد الحل عُطِّلت بعض مواد الدستور، وقد اعترض عدد من النواب الذي كانوا في المجلس على ذلك، وفي الفترة من العام 1989 وحتى 1990 نظمت ما عرف باجتماعات دواوين الاثنين، وهي اجتماعات كانت تضم 26 نائب من نواب مجلس الأمة الكويتي 1985 في دواوين مختلفة، وقد كان هدف هذه الدواوين الرجوع إلى دستور عام 1962 وإعادة الحياة النيابية مرة أخرى في الكويت، وقد حدثت مصادمات كبيرة بين الجماهير التي كانت تحضر إلى تلك الدواوين والشرطة الكويتية، وقد حدثت مداهمات لبعض تلك الدواوين، ولم تتوقف هذه الحركة إلا بعد أن قام بإلقاء خطاب دعى فيه إلى الحوار الوطني، وأسس بعد ذلك المجلس الوطني، الذي قاطعه النواب بحجة عدم دستوريته، ولم تتوقف الاعتراضات إلا عندما عقد المؤتمر الشعبي الكويتي في جدة بالمملكة العربية السعودية من 13 أكتوبر وحتى 15 أكتوبر 1990 أثناء الغزو العراقي للكويت، حيث وعدت الحكومة بعودة الحياة النيابية مرة أخرى.

### العلاقات الخارجية
قام بالعديد من الرحلات لتوطيد العلاقات مع دول العالم، وكان يوازن خلال الحرب الباردة في زياراته، فكان يزور دول الكتلة الشرقية ودول الكتلة الغربية، وكانت الكويت الدولة الخليجية الأولى التي تقيم علاقات دبلوماسية مع الاتحاد السوفيتي، ولم تتأثر علاقة الكويت والاتحاد السوفيتي بعد إدانة الكويت للغزو السوفيتي لأفغانستان، وكذلك كانت للكويت علاقات مع الصين واعتراف الكويت بالصين. وبعد إنشاء مجلس التعاون الخليجي تردّدت شائعات في الكتلة الشرقية بأن هذا المجلس سيكون منحازًا لأحد الطرفين، فقام بزيارة دولة من حلف الناتو هي تركيا وثلاثة دول من حلف وارسو هي رومانيا والمجر وبلغاريا واختتم رحلته بزيارة يوغوسلافيا العضو البارز في حركة عدم الانحياز، وقام خلال هذه الزيارة بشرح أهداف مجلس التعاون الخليجي.
كما أنه كان يحاول إصلاح حال اليمن بعد حرب اليمن، فقام بالاجتماع مع علي عبد الله صالح وعبد الفتاح إسماعيل في 30 مارس 1979 في الكويت لتحقيق الوحدة بين اليمن الجنوبي واليمن الشمالي، وفي عام 1981 زار شطري اليمن للاطلاع على الأوضاع فيهما.
وفي فترة غزو العراق للكويت في عام 1990 استطاع بأن يجمع العديد من الآراء المؤيدة للكويت، وأقنع العديد من الدول والشعوب بضرورة استعادة الكويت، وقد زار الصين والولايات المتحدة لإيضاح قضية بلاده.
وفي المؤتمر الشعبي الكويتي المنعقد في جدة في أكتوبر 1990، أعلن بأن موقف القيادة الفلسطينية لن يؤثر في تضامن الشعب الكويتي مع الشعب الفلسطيني، والأمر مثله للشعب العراقي والشعب الكويتي.

#### مجلس التعاون الخليجي
في 16 مايو 1976 زار دولة الإمارات العربية المتحدة لعقد مباحثات مع الشيخ زايد بن سلطان آل نهيان حول إنشاء مجلس التعاون الخليجي، واقترح فكرة إنشاء هذا المجلس، فلقد خطط ونفّذ هذا المشروع لإحساسه بوجوب سد النقص الذي خلّفته المملكة المتحدة بعد خروجها من الخليج، وكان قد اقترح إنشاء المجلس في قمة للجامعة العربية في الأردن في عمّان في نوفمبر 1980، وفي عام 1996 اقترح إنشاء مجلس شعبي استشاري لدول مجلس التعاون الخليجي وذلك في القمة السابعة عشر في الدوحة يتكوّن من ثلاثين عضوًا بمعدل خمس أشخاص للدولة الواحدة.

## أهم أعماله وإنجازاته

### إنجازاته الاجتماعية
أقر العديد من المراسيم الأميرية لمعالجة المشاكل، ومنها مساعدة الأيتام ومجهولي الوالدين وإقرار منحة الزواج وبدل السكن ومساعدة الزوجة المتزوجة من غير الكويتي وإرسال الطلبة للدراسة على نفقته الخاصة وإرسال المرضى للعلاج على نفقته، كما طالب كثيرًا بعودة الأسرى الكويتيين بعد حرب الخليج الثانية، ومنها في كلمته التي ألقاها في 26 سبتمبر 1991 في الأمم المتحدة، وأصدر أمرًا بإنشاء المكتب التنفيذي لشؤون الأسرى والمفقودين واللجنة الوطنية لشؤون الأسرى ومكتب الشهيد الذي أسس في أغسطس 1991 لتكريم أسر الشهداء، وقام بإنشاء التأمينات الاجتماعية لتأمين العيش الكريم لمن هم في سن الشيخوخة.
كما قام بإنشاء صندوق احتياطي الأجيال القادمة، وهو صندوق لتجميع المال من عوائد النفط، وهو لحفظ استقرار الأجيال القادمة ماديًا حيث أن عمر النفط محدود ومن حق الأجيال القادمة أخذ نصيبها منه، ويقتطع الصندوق 10% من إيرادات الدولة العامة لاستثمارها في مشاريع داخلية وخارجية استفاد منها الشعب الكويتي أثناء حرب الخليج الثانية.
في أول خطاب له بعد حرب الخليج الثانية في 17 أبريل 1991 أشاد بالمرأة الكويتية، وقد وعد في هذا الخطاب بدراسة مشروع إعطاء المرأة الحقوق السياسية، وأصدر في 16 مايو 1999 مرسوما أميريًا يقضي بإعطاء المرأة حقوقها السياسية لكي تصوت في انتخابات عام 2003، ولكنه رُفض من قبل مجلس الأمة الكويتي، ولم تنل حقوقها إلا في 16 مايو 2005، وفي 12 يونيو 2005 تم تعيين أول امرأة كوزيره في الكويت وهي الدكتورة معصومة المبارك والتي عُيِّنت وزيره للتخطيط والتنمية.
كما كان مهتما بالرياضة بشكل كبير، وكان يستقبل الرياضيين بعد كل فوز يحققونه، وقد دعم بطولة كأس الأمير في كرة القدم، وافتتح نادي الرماية الكويتي في عام 1959.[بحاجة لمصدر]، ودعا إلى إعادة رحلات الغوص التي أصبحت تقام كل عام، وكان أول أمير يحضر إلى المباراة النهائية في بطولة كأس الأمير، وذلك في بطولة موسم 1993/1994.
وكان صاحب فكرة إنشاء شركة المشروعات السياحية للاهتمام بقطاع السياحة في الكويت. وكان يحرص على تبادل الزيارات مع الشعب الكويتي في المناسبات العامة.

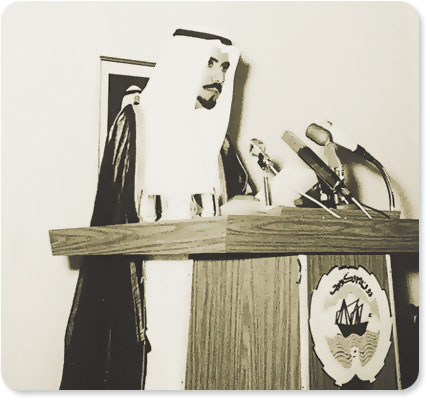
الشيخ جابر الأحمد الصباح في افتتاح صندوق الكويت للتنمية.

وقد قام بالمبادرة بإنشاء مؤسسة الكويت للتقدم العلمي وجوائزها لتشجيع البحث العلمي في الكويت في عام 1976،، وتبرّع بمبلغ ربع مليون دولار أمريكي لترميم بيت ديكسون للمحافظة على التراث الكويتي القديم، وافتتح المركز العلمي الكويتي في 17 أبريل 2000 برفقة الرئيس اللبناني إميل لحود، وقام بإنشاء العديد من مشاريع البنى التحتية الثقافية مثل المجلس الوطني للثقافة والفنون والآداب والمتحف الوطني الكويتي ومتحف الفن الحديث ووضع حجر الأساس للمبنى الجديد للمكتبة الوطنية. كما قام بإلغاء جميع الديون المستحقة على الكويتيين بعد حرب الخليج الثانية.

### إنجازاته الاقتصادية
كان صاحب فكرة إنشاء الصندوق الكويتي للتنمية الاقتصادية العربية والذي أنشأ في 31 ديسمبر 1961، وكان أول رئيس مجلس إدارة له.
كما طالب بأن تسقط فوائد الديون المستحقة على الدول الفقيرة وتخفيض هذه الديون على الدول الأشد فقرًا، وكان يهدف من هذا الأمر إلى تقريب الفجوة بين الأغنياء والفقراء أو الشمال والجنوب، وكانت هذه المبادرة في 28 سبتمبر 1988 في إطار الجمعية العامة للأمم المتحدة، وكانت المغرب من الدول التي استفادت من هذه المبادرة التي أسقطت 62 مليون دينار كويتي من ديونها.

## محاولة الاغتيال
في يوم 25 مايو 1985 تعرّض لمحاولة اغتيال باءت بالفشل عندما كان في طريقه للذهاب إلى مكتبه في قصر السيف، وكانت هذه المحاولة عن طريق سيارة مفخخة، وقُتل في تلك العملية اثنان من مرافقيه، وقد ألقى كلمة بعد هذه المحاولة وقال فيها:
| جابر الأحمد الصباح | إن عمر جابر الأحمد مهما طال الزمن هو عمر إنسان يطول أو يقصر ولكن الأبقى هو عمر الكويت والأهم هو بقاء الكويت والأعظم هو سلامة الكويت. | جابر الأحمد الصباح |

ويعتقد بأن سبب هذه المحاولة لاغتياله هو موقف الكويت من حرب الخليج الأولى بين إيران والعراق، حيث أيّدت الكويت العراق في الحرب، وكانت المحاولة من مناصري إيران في الحرب، ونفذّ العملية عضو في حزب الدعوة الإسلامية العراقي، وهو «جمال جعفر علي الإبراهيمي» المعروف باسم «أبو مهدي المهندس»، واتُّهمت الكويت إيران بالوقوف وراء محاولة الاغتيال.

## غزو العراق للكويت
عندما حدث الغزو العراقي للكويت أراد الشيخ سعد العبد الله الصباح المحافظة على الشرعية الكويتية المتمثلة في أمير البلاد، فذهب إلى قصر دسمان مقر إقامه الأمير وأصرَّ عليه بأن يخرج من الكويت بالرغم من رغبه الأمير في البقاء مع شعبه، وأتاحت السياسة المتّزنة التي كان يتبعها الشيخ جابر تعاطف أغلب دول العالم مع الكويت بعد الغزو العراقي في عام 1990، وحتى الاتحاد السوفيتي الذي كان يُعد حليفا للعراق وكان مرتبطًا باتفاقية تعاون وصداقة معه، وتم عقد العديد من المؤتمرات منها مؤتمر القمة العربية الذي عقد في مصر في 10 أغسطس 1990، ومؤتمر القمة الإسلامي الذي عُقد في مكة المكرمة والجمعية العامة للأمم المتحدة في دورتها الخامسة والأربعين، وقام بالاجتماع مع الدول الخمسة الدائمة العضوية (الولايات المتحدة، الاتحاد السوفيتي، المملكة المتحدة، فرنسا، وجمهورية الصين الشعبية) وعدد من الدول الصديقة لشرح قضية الكويت، واتخذت الحكومة الكويتية من الطائف في السعودية مقرًا لها، وعندما وصل إلى الطائف قطع كل الشكوك بشأن سلامته، وخطب بالشعب الكويتي يحثهم على المقاومة من أجل تحرير الكويت، وكان يطالب الشعب الكويتي في الكويت بالصمود في وجه الجيش العراقي، وكانت الخطبة في يوم 3 أغسطس 1990.
أعلن الأحكام العرفية بعد تحرير الكويت في فبراير 1991 لمدة ثلاثة أشهر، وعَيّن الشيخ سعد العبد الله حاكمًا عرفيًا. وقد عاد إلى الكويت في 14 مارس 1991 على متن الطائرة بوبيان التابعة للخطوط الجوية الكويتية بعد انتهاء حرب الخليج الثانية، وعند نزوله إلى أرض الكويت سجد شكرًا لله على عودة الكويت.
وقال في إحدى المناسبات:
| جابر الأحمد الصباح | والله ما حررت الكويت الجيوش الأمريكية أو الجيوش البريطانية أو الجيوش السعودية وغيرها من الجيوش رغم كل الجهد المبذول، ولكن الذي حرر الكويت هو دعاء امرأة عجوز في بوركينا أو في بنين أو في كينيا رفعت يديها للسماء ففتحت أبواب السماء لها. | جابر الأحمد الصباح |

وفي يوم 6 نوفمبر 1991 قام بإطفاء البئر المشتعل الأخير، وهو برقان 118، في احتفال شعبي ضم أكثر من 800 شخصية عالمية وعربية وكويتية.
بعد انتهاء حرب الخليج الثانية، طالب بإطلاق الأسرى الكويتيين الموجودين في العراق، وقام بعدد من الزيارات إلى عدد من دول العالم لشرح القضية، وقد اصطحب معه في تلك الزيارات بعض أبناء الأسرى.

## مرضه ووفاته
عانى من بعض المشاكل الصحية في السنوات الأخيرة له، وقد سافر إلى خارج الكويت لتلقّي العلاج عدد من المرات، ففي 21 سبتمبر 2001 تعرّض لوعكة صحية غادر على إثرها الكويت متوجها إلى المملكة المتحدة، وعاد في 15 يناير 2002 إلى الكويت بعد غياب بلغ 117 يوما خارج البلاد، وهي ثاني أكثر فترة يغيب فيها عن الكويت، حيث غاب في أثناء الغزو العراقي للكويت 225 يوم منذ 2 أغسطس 1990 وحتى 14 مارس 1991، وأُجريت له عملية جراحية في العين بتاريخ 12 أغسطس 2002، وفي يوم 23 مايو 2005 أُجريت له عملية جراحية في قدمه اليسرى بعد أن كشفت الفحوصات عن اتساع في أحد الأوعية فيها، وأجريت هذه العملية في الولايات المتحدة.
توفي في 15 يناير 2006 إثر نزيف في المخ، وقد كان رئيس الوزراء الشيخ صباح الأحمد الصباح في زيارة خاصة إلى سلطنة عمان قام بقطعها والعودة فورًا، وتم تنكيس الأعلام في الكويت لمدة أربعين يومًا، وأُعلن الحداد الرسمي لمدة ثلاثة أيام مع إغلاق الدوائر الرسمية، وقامت عدد من الدول بإعلان الحداد الرسمي وتنكيس الأعلام، حيث أعلنت مملكة البحرين الحداد الرسمي فيها وتنكيس الأعلام لمدة أربعين يومًا وإغلاق الدوائر الرسمية، وأعلنت سلطنة عمان الحداد الرسمي مع تنكيس الأعلام لمدة ثلاثة أيام، وكما أعلنت سوريا الحداد الرسمي وتنكيس الأعلام لمدة ثلاثة أيام، وأعلنت مصر الحداد الرسمي لمدة ثلاثة أيام، وتم إعلان الحداد الرسمي في الأردن لمدة أسبوع، وأعلنت السلطة الوطنية الفلسطينية الحداد الرسمي مع تنكيس الأعلام لمدة ثلاثة أيام، وأعلن اليمن الحداد الرسمي لمدة ثلاثة أيام، وقام العراق بإعلان الحداد الرسمي لمدة ثلاثة أيام، وأعلنت الجامعة العربية الحداد الرسمي لمدة ثلاثة أيام، وأعلنت الهند الحداد الرسمي وتنكيس الأعلام لمدة يوم واحد، وأعلنت الجزائر الحداد الرسمي لمدة ثلاثة أيام، وأعلنت باكستان الحداد الرسمي لمدة ثلاثة أيام مع تنكيس الأعلام.
حضر تشييعه عدد من الرؤساء منهم رئيس دولة الإمارات العربية المتحدة الشيخ خليفة بن زايد آل نهيان وملك الأردن عبد الله الثاني بن الحسين وولي عهد دولة قطر الشيخ تميم بن حمد آل ثاني ونائب رئيس مجلس وزراء عُمان فهد بن محمود آل سعيد ووزير خارجية الجزائر عبد العزيز بلخادم، وحضر الرئيس المصري محمد حسني مبارك إلى الكويت لتقديم العزاء. وقد دُفن في مقبرة الصليبيخات بحضور الشيخ سعد العبد الله السالم الصباح والشيخ صباح الأحمد الجابر الصباح والشيخ سالم العلي السالم الصباح وعدد من رؤساء الدول وجمع من المواطنين الكويتيين.
وحضر ملك مملكة البحرين حمد بن عيسى آل خليفة إلى الكويت لتقديم العزاء، كما حضر ملك المملكة العربية السعودية عبد الله بن عبد العزيز آل سعود إلى الكويت لتقديم العزاء.

### تأبينه
في 15 يناير 2006 أُنشِئ فريق عمل «موسوعة الأمير الشيخ جابر الأحمد الجابر الصباح» في الساعات الأولى من فترة الحداد للأمير الثالث عشر لدولة الكويت وذلك تخليدًا لذكراه ومسيرته الزاخرة بالمواقف والإنجازات المشرفة حتى يكون قدوة لأبناء الوطن والأجيال القادمة، وتحتوي الموسوعة على سجل تعازي لكافة المعزين سواء الذين حضروا للبلاد لتقديم واجب العزاء أو الذين شاركوا بالعزاء من خلال الموقع ذاته لأسرة آل الصباح ولأهالي الكويت كافة، كما قامت إدارة الموسوعة بحملة وطنية بعنوان «مليون رسالة وقصيدة ودعاء» التي تهدف إلى ترجمة مشاعر الحب والوفاء لأمير القلوب، كذلك هنالك حملة أخرى بعنوان «خطها بيدك» لكتابة رسائل الحب للأمير الراحل بخط اليد، وقد بدأت هذه الحملة ابنته الشيخة القيروان حصريًا من خلال «موسوعة جابرنا» وهو عمل وطني واعد، غير مدعوم من أي جهة سياسية أو حكومية يديره نخبة من شباب وشابات الكويت الأوفياء الذين كرسوا وقتهم تطوعا لخدمة وطنهم وتخليد ذكرى الأمير الراحل، وأقيمت عدة محافل تأبين في دولة الكويت وفي جامعة قطر بإشراف عميدة الجامعة د. سهام القرضاوي وترأّس الموسوعة نواف غنيم الزيد، وهي من أضخم الموسوعات التي كتبت عن رمز من رموز الكويت.
في يوم 20 يناير 2006 نُظِّمَت مسيرة من قبل المعاقين من مقر النادي الكويتي للمعاقين وحتى قصر دسمان، وحضر المسيرة الشيخة شيخة العبد الله الصباح الرئيسة الفخرية للنادي الكويتي للمعاقين وعبد الحميد الحجي محافظ محافظة حولي ورئيس النادي الكويتي للمعاقين مهدي العازمي، وفي نفس اليوم أيضا تم تنظيم مسيرة شعبية تحت اسم «الوفاء لجابر الخير»، وبدأت المسيرة من الجزيرة الخضراء وحتى قصر دسمان، وتم تأبينه في عدد من الحسينيات منها الحسينية الجعفرية، وحضر التأبين الزعيم العراقي مقتدى الصدر ويوسف الزلزلة وعبد الواحد العوضي، وتم تأبينه كذلك في المجلس البلدي في 24 يناير 2006 ووقف الأعضاء دقيقة حداد على روحه، وفي يوم 6 فبراير 2006 أبّنت الجمعية العامة للأمم المتحدة الشيخ جابر، ووقف الحضور دقيقة حداد، وقام مجلس الجامعة العربية بتأبينه في جلسة خاصة في 9 فبراير 2006، وتمّ تأبينه كذلك في النبطية في لبنان في 14 فبراير 2006، وقام أعضاء البرلمان الهندي بالوقوف دقيقة صمت حدادًا عليه في 16 فبراير 2006، وأقامت جامعة صنعاء حفل تأبين له في 12 مارس 2006 في قاعة جابر الأحمد بكلية الطب.
تشكلت بعد وفاته لجنة لكتابة أطول رسالة رثاء في العالم من قبل «ألطاف الودعاني» صاحبة الفكرة وبمشاركة 50 متطوعًا تتراوح أعمارهم ما بين 13 إلى 26 سنة، حيث تمكنوا من عمل رسالة طولها 3 آلاف متر في 60 يوم، وقامت الشيخة فريحه الأحمد الجابر الصباح بتكريم هذه اللجنة في مسرح الشامية، ودخلت هذه الرسالة موسوعة غينيس للأرقام القياسية كأطول رسالة رثاء في العالم، وقد قام بالمشاركة في كتابة الرسالة مقيمين ومواطنين كويتيون.
وفي يوم 18 يناير 2006 قررت وزارة التربية أن تكون الحصة الأولى من الفصل الدراسي الثاني لسنة 2005/2006 مخصصة لعرض سيرة الشيخ جابر.

## الأوسمة التي حصل عليها
- وسام نجمة رومانيا في 25 أكتوبر 1999.[130]
- الوسام المحمدي المغربي في 22 أكتوبر 2002.[131]

## حياته العائلية

### زوجاته
| - الشيخة شريفة الحمد المبارك الصباح (والدة مبارك وسالم ولولوه). - وردة علي العبد الله (والدة بندر). - موضي برجس عبد الله السور (والدة علي). - نورة الحميدي الوقيت الشمري (والدة أحمد). - منيرة مشعان البرازي (والدة أنوار وأفراح وأوراد وآمار وفهد وريم). - هدية سرور ناصر (والدة نايف). - شيخة جاعد الثويران (والدة عليا). - دلال البراك (والدة شيخة وشهد ومرحب ورابعة). - خزنة جدعان سعود المطوطح (والدة عزة) - منيرة سعد اللافي الشمري (والدة القيروان). - وسمية مزيد الرجعان (والدة عبد الله وفيصل وفضاء ومحمد وصباح وجراح وحمد). | - بدرية ناصر الجيعان (والدة متعب وثامر وهنوف). - عذبية الديحاني (والدة البيبي ووحش وحمود وواصل). - سارة بدر شرار المطيري (والدة مشعل وماجد ومشاري وخالد). - حصة فيحان الحميداني (والدة مريم). - ناديه أبو شيبه (والدة عبد العزيز والعنود وعناز وهوازن). - صبيحة عبد الله الملطوم (والدة الشيخ ناصر). - الجازي سلطان الحثلين (والدة نورة ومنيرة). - مشاعل عجمي الحميداني. - نورة سالم الحريول السبيعي (والدة انتصار). - فاديه العرو. |

### أبناؤه
له من الأبناء 50 ولد وبنت، 23 ولد و27 بنت:
| - مبارك. - سالم. - لولوه. - بندر. - علي. - نايف. - أحمد. - أنوار. - أفراح. - عليا. | - أوراد. - آمار. - فهد. - شيخة. - ريم. - عزه. - شهد. - القيروان. - مرحب. - رابعه. | - عبد الله. - متعب. - فيصل. - ثامر. - فضاء. - هنوف. - محمد. - البيبي. - وحش. - حمود. | - صباح. - واصل. - جراح. - مشعل. - مريم. - بدرية. - حمد. - ماجد. - ناصر. - نورية. | - عبد العزيز. - مشاري. - العنود. - خالد. - انتصار. - عنّاز. - نوره. - منيرة. - خليفة. - هوازن. |

## كتب عنه
- مأثورات من أقوال صاحب السمو أمير دولة الكويت، أمثال الأحمد الجابر الصباح، مركز البحوث والدراسات الكويتية، 2000.[134]
- صاحب السمو الشيخ جابر الأحمد الجابر الصباح مسيرة وطن، فريق من الباحثين، مركز البحوث والدراسات الكويتية، 2004.[135]
- صاحب السمو الشيخ جابر الأحمد الجابر الصباح لمحات مشرقة من تاريخ حياته، عبد الله يوسف الغنيم، مركز البحوث والدراسات الكويتية 2006، طبعة أولى وطبعة ثانية وطبعة ثالثة.[136]
- كلمات حضرة صاحب السمو أمير البلاد الراحل الشيخ جابر الأحمد الصباح، كونا، 2006.[137]
- صاحب السمو الشيخ جابر الأحمد الصباح، مكتب نائب رئيس مجلس الوزراء الإماراتي، 2006.[138]
- الأزمة من الوفاة إلى القسم، باسم اللوغاني، 2006.[139]
- الأمير الراحل الشيخ جابر الأحمد الجابر الصباح.. وثائق من الصحافة اللبنانية، المكتب الإعلامي الكويتي في بيروت، 2007.[140]

## أماكن سميت باسمه
- مستشفى جابر الأحمد.
- مستشفى جابر الأحمد للقوات المسلحة.
- إستاد جابر الأحمد الدولي.
- مدينة جابر الأحمد.
- حلبة جابر الأحمد الدولية.
- مكتبة جابر الأحمد المركزية في جامعة الكويت.
- ترعة الشيخ جابر الأحمد في سيناء بمصر.[141]
- قاعة الشيخ جابر الأحمد الصباح في المنظمة الإسلامية للتربية والعلوم والثقافة.[142]
- مجمع جابر الأحمد الثقافي.[143]
- جسر جابر الأحمد بين مدينة الكويت والصبية.
- ثانوية جابر الأحمد الجابر الصباح في منطقة الجابرية.[144]
- قاعة جابر الأحمد بكلية الطب في جامعة صنعاء.[127]
- شارع جابر الصباح في مدينة الرياض بالقرب من ستاد الملك فهد الدولي في المملكة العربية السعودية.
- شارع جابر الأحمد في جزيرة سترة - مملكة البحرين.
- مركز الشيخ جابر الأحمد الثقافي
- شارع جابر الصباح في مدينة أبها في المملكة العربية السعودية

## وصلات خارجية
- جابر الأحمد الصباح على موقع IMDb (الإنجليزية)
- جابر الأحمد الصباح على موقع الموسوعة البريطانية (الإنجليزية)
- جابر الأحمد الصباح على موقع مونزينجر (الألمانية)
- جابر الأحمد الصباح على موقع إن إن دي بي (الإنجليزية)
- موقع جابر الكويت
- خبر وفاة جابر الأحمد في الجزيرة

| جابر الأحمد الصباح عاهل آل صباحولد: 29 يونيو 1926 توفي: 15 يناير 2006 |                       |                                   |
| منصب                                                                  |                       |                                   |
| سبقه صباح السالم الصباح                                               | أمير الكويت 1977–2006 | تبعه سعد العبد الله السالم الصباح |